# Salto Grande (kommun)
Salto Grande är en kommun i Brasilien.   Den ligger i delstaten São Paulo, i den södra delen av landet, 800 km söder om huvudstaden Brasília. Antalet invånare är 8 787.
Följande samhällen finns i Salto Grande:
- Salto Grande

Trakten runt Salto Grande består huvudsakligen av våtmarker. Runt Salto Grande är det ganska tätbefolkat, med 185 invånare per kvadratkilometer.